# Bistrilica
Bistrilica (bułg. Бистрилица) – wieś w Bułgarii, w obwodzie Montana, w gminie Berkowica. Według danych szacunkowych Ujednoliconego Systemu Ewidencji Ludności oraz Usług Administracyjnych dla Ludności, 15 września 2023 roku miejscowość liczyła 140 mieszkańców.

## Historia
Na terenie wsi odnaleziono marmurową płytę z wizerunkiem bogini Diany oraz rzymskie monety z czasów cesarza Kommodusa (176–192). Najwcześniejsza wzmianka o wsi znajduje się w osmańskich księgach podatkowych z 1530 roku jako Bistrilice. Później w tureckim dokumencie z 1560 roku zostało zapisane jako Bistrice. Mieszkańcy wsi brali udział w cziprowskim powstaniu w 1688 r. W 1873 r. odnotowano we Bristilicy 40 gospodarstw i 600 mieszkańców.